# Geneodes grisescens
Geneodes grisescens är en tvåvingeart som beskrevs av Townsend 1934. Geneodes grisescens ingår i släktet Geneodes och familjen parasitflugor. Inga underarter finns listade i Catalogue of Life.